# Atrocalopteryx coomani
Atrocalopteryx coomani е вид водно конче от семейство Calopterygidae. Видът е почти застрашен от изчезване.

## Разпространение
Разпространен е във Виетнам.